# Henley Royal Regatta

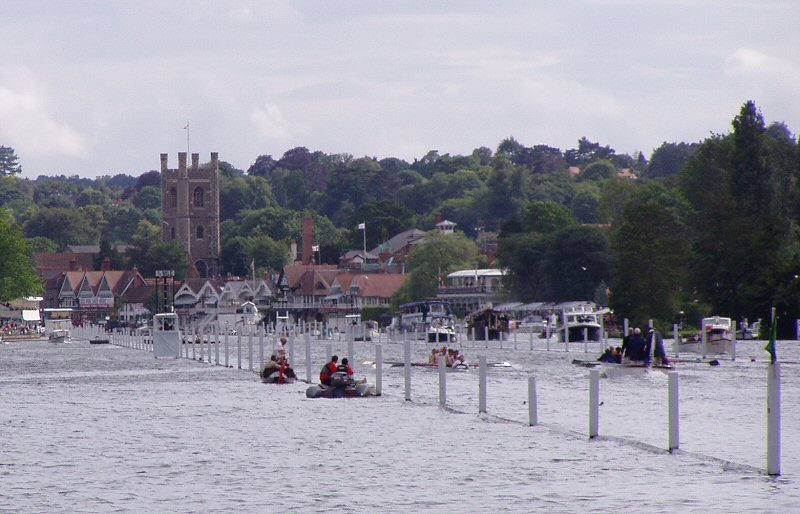
Ein Rennen während der Henley Royal Regatta 2004.

Die Henley Royal Regatta ist eine traditionsreiche Ruder-Veranstaltung, die jedes Jahr in England auf der Themse nahe der Insel Temple Island bei Henley-on-Thames stattfindet. Sie wird jeweils in der ersten Juliwoche von Mittwoch bis Sonntag ausgetragen. Die Länge der Ruderrennen beträgt jeweils eine Meile und 550 yards (2,112 km). Wegen der geringen Breite der Regattastrecke können jeweils nur zwei Boote gegeneinander antreten. Das prestigeträchtigste Rennen ist der Grand Challenge Cup für die Achter der Männer.
Da die königliche Regatta von Henley älter ist als alle nationalen oder internationalen Ruderverbände, besitzt sie ein eigenes Reglement, das aber von der Amateur Rowing Association (Ruderverband von England und Wales) und der FISA (Weltverband) anerkannt wird. Die Regatta wird von den sogenannten Stewards organisiert, die in den meisten Fällen ehemalige Ruderer sind. Die Satzungen der Regatta dienten Pierre de Coubertin als Grundlage für die Organisation des Internationalen Olympischen Komitees.

## Geschichte
Die Regatta fand erstmals am 14. Juni 1839 statt und erwies sich als so erfolgreich, dass sie im darauf folgenden Jahr von einem auf zwei Tage verlängert wurde. Mit der wachsenden Bedeutung der Regatta wurde auch die Dauer der Veranstaltung immer länger; Ende des 19. Jahrhunderts waren es drei Tage, ab 1906 vier Tage und ab 1986 fünf Tage. Den Zusatz „Royal“ erhielt die Regatta im Jahr 1851, als Prinz Albert von Sachsen-Coburg und Gotha der erste Schirmherr aus dem englischen Königshaus war. Zu den bekanntesten Gewinnern zählt der spätere Polarforscher Apsley Cherry-Garrard, der 1908 in einer Mannschaft des Christ Church College den prestigeträchtigen Grand Challenge Cup gewann.

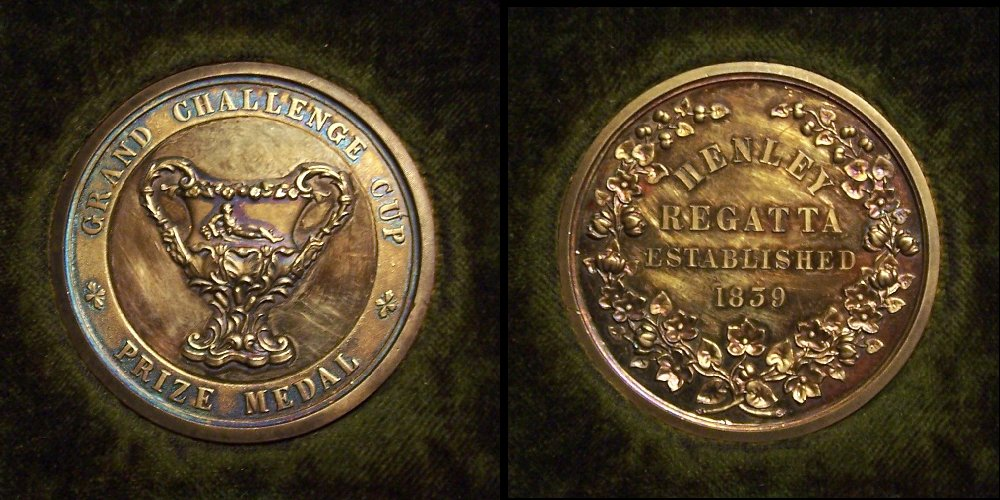
Siegermedaille des Grand Challenge Cup 1937

Bis 1938 waren nur „Gentlemen“ zu den Rennen zugelassen, die den sehr speziellen Kriterien als Amateurruderer genügten. Sie wurden explizit 1879 niedergeschrieben. Ausgeschlossen war jeder, der jemals zuvor an einem (Ruder-)Wettbewerb für Geld, eine Vergütung, gegen Berufsruderer oder für ein Preisgeld angetreten ist, oder der jemals seinen Lebensunterhalt mit der Ausübung, Ausbildung oder Unterstützung von körperlichen oder handwerklichen Aktivitäten bestritten hat, oder der jemals für Geld oder Lohn auf oder an einem Schiff gearbeitet hat oder der jemals einen handwerklichen oder körperlichen Beruf oder – ab 1886 – eine „niedere Tätigkeit“ ausgeübt hat. Diese strikte Zulassungsvoraussetzung diente Pierre de Coubertin als Vorlage für die erste Definition des Olympischen Amateurstatus, die jedoch dahingehend verändert wurde, dass kein Teilnehmer für die Ausübung seines Sports oder eine damit in Zusammenhang stehende Tätigkeit Zuwendungen gleich welcher Art annehmen darf. Die Auslegung des Amateurrudererstatuts führte zu einigen aufsehenerregenden Entscheidungen. So wurde den Favoriten und späteren Olympiasiegern John B. Kelly sr. (ein Bauunternehmer, aber gelernter Maurer) 1920 und Henry Pearce (ein gelernter Zimmermann) 1928 die Teilnahme verweigert. Beide wollten die Henley Royal Regatta als Vorbereitung und Auftakt für die Olympischen Spiele in Antwerpen bzw. Paris nutzen, wo sie dann jeweils die englischen Gewinner der Henley Royal Regatta besiegten. Außerdem war Kelly als Mitglied des Vesper Boat Club generell ausgeschlossen, weil sich dessen Club-Mannschaft 1905 das Reisegeld für die Regattateilnahme nach einem öffentlichen Spendenaufruf hat schenken lassen. Zu einem besonderen Eklat führte der Ausschluss des australischen Achters, der sich auf der Anreise zu den Olympischen Spielen 1936 nach Berlin befand. Die Mannschaft bestand aus Polizisten, die als „körperlich arbeitend“ eingestuft wurden. Politische Einflussnahme führte dann ab 1938 zur Teilnahmeberechtigung für Handwerker und körperlich oder nieder Beschäftigte. Die anderen Regeln blieben bis 1998 in Kraft.
1937 gewann mit dem Achter der Rudergesellschaft Wiking (Berlin) erstmals ein deutsches Boot den Grand Challenge Cup.
Von einem Experiment in den frühen 1980er Jahren abgesehen, konnten bis 1993 nur Männer teilnehmen (Ausnahmen waren vereinzelt nur bei Steuerfrauen gewährt worden). Zu den Frauen-Einern gesellten sich später Vierer und Achter. Aufgrund der stark gestiegenen Popularität des Ruderns bei Frauen in Großbritannien wurde 1988 erstmals die Henley Women’s Regatta durchgeführt. Durch die nachträgliche Miteinbeziehung von Spitzensportlerinnen bei der Henley Royal Regatta ist die Teilnehmerzahl bei dieser zwei Wochen vorher stattfindenden Veranstaltung wieder gesunken.
Während der Olympischen Sommerspiele 1908 und der Olympischen Sommerspiele 1948, als London Gastgeber war, wurden die olympischen Ruderrennen auf der Regattastrecke von Henley ausgetragen. Bei den Olympischen Sommerspielen 2012 war dies jedoch nicht mehr der Fall; als Austragungsort wurde Dorney Lake bei Eton bestimmt.